# سيسيل نيومان
سيسيل نيومان (بالإنجليزية: Cecil Newman)‏ هو صحفي أمريكي، ولد في 25 يوليو 1903، وتوفي في 1976.